# Pays des Paillons
Une proposition de fusion est en cours entre Pays des Paillons et Communauté de communes du Pays des Paillons.
 (avril 2017).
Le Pays des Paillons est une intercommunalité  de la loi de 1999 pour l'aménagement et le développement durable du territoire (loi Voynet) regroupant 13 communes des Alpes-Maritimes. Il a été créé juridiquement, en association loi de 1901.

## Présentation
À sa création, il était constitué de 11 communes : Bendejun, Berre-les-Alpes, Blausasc, Cantaron, Châteauneuf-Villevieille, Contes, Drap, L'Escarène, Lucéram, Peillon et Touët-de-l'Escarène. Ont adhéré ultérieurement, les communes de Coaraze et de Peille.
Il est assis sur le même périmètre que la communauté de communes du Pays des Paillons.